# Хиден Спринг (Ајдахо)
Хиден Спринг (енгл. Hidden Spring) насељено је место без административног статуса у америчкој савезној држави Ајдахо.

## Демографија
По попису из 2010. године број становника је 2.280.
| Група             | 2000.    | 2010.         |
| Белци             | 0 (0,0%) | 2.121 (93,0%) |
| Афроамериканци    | 0 (0,0%) | 6 (0,3%)      |
| Азијати           | 0 (0,0%) | 15 (0,7%)     |
| Хиспаноамериканци | 0 (0,0%) | 86 (3,8%)     |
| Укупно            | 0        | 2.280         |